# Port d'Imatra-Vuoksi
Le port de la Vuoksi (finnois : Vuoksen satama, LOCODE:FI IMA) est un port situé dans la ville d'Imatra en Finlande.

## Présentation
Le port de Vuoksi est un port de fret opérant dans la zone industrielle de Stora Enso à Imatra. 
Le port est à moins de 10 km de la gare frontalière. 
Le port dispose de deux postes d'amarrage pour le transport des marchandises.
En 2019, le port a manutentioné 269 704 tonnes de marchandises,.